# NGC 5141
NGC 5141 (другие обозначения — UGC 8433, MCG 6-30-4, ZWG 190.6, ZWG 189.65, KCPG 373A, PGC 46906) — линзообразная галактика (S0) в созвездии Гончие Псы.
Этот объект входит в число перечисленных в оригинальной редакции «Нового общего каталога».